# Håndbold under sommer-OL 1984
Håndbold under sommer-OL 1984 afholdtes i Los Angeles, USA fra 31. juli til 11. august 1984. Der deltog tolv herrehold og seks kvindehold. Herrernes turnering blev vundet af Jugoslavien, mens kvindernes turnering blev vundet af Jugoslavien.

## Placeringer

### Mænd
| Plads  | Hold         |
| ------ | ------------ |
| Guld   | Jugoslavien  |
| Sølv   | Vesttyskland |
| Bronze | Rumænien     |
| 4.     | Danmark      |
| 5.     | Sverige      |
| 6.     | Island       |
| 7.     | Schweiz      |
| 8.     | Spanien      |
| 9.     | USA          |
| 10.    | Japan        |
| 11.    | Sydkorea     |
| 12.    | Algeriet     |

### Kvinder
| Plads  | Hold         |
| ------ | ------------ |
| Guld   | Jugoslavien  |
| Sølv   | Sydkorea     |
| Bronze | Kina         |
| 4.     | Vesttyskland |
| 5.     | USA          |
| 6.     | Østrig       |